# Finegoldia magna
Finegoldia magna è una specie di batterio appartenente alla famiglia delle Peptostreptococcaceae.